# Cunter
Cunter (zastarale a do roku 1943 oficiálně německy Conters im Oberhalbstein) je bývalá samostatná obec ve švýcarském kantonu Graubünden, okrese Albula. Žije zde  obyvatel.
K 1. lednu 2016 se na základě výsledku hlasování Cunter sloučil spolu s dalšími obcemi v údolí Oberhalbstein do nové obce Surses.

## Geografie
Cunter leží v údolí Oberhalbstein a leží na pravém břehu řeky Julia u silnice z Tiefencastelu do Silvaplany (silnice přes průsmyk Julierpass). Kromě vesnice k ní patří také osada Burvagn a horské usedlosti Muntschect a Promastgel. Z celkové rozlohy bývalé obce 711 ha je 355 ha pokryto lesy a háji. Až 230 ha lze využít pro zemědělství; většina z toho jsou však alpské farmy. Dalších 108 ha tvoří neproduktivní plochy (většinou hory) a 18 ha tvoří zastavěná plocha.
Sousedními obcemi byly Riom-Parsonz, Salouf, Savognin a Albula/Alvra.

## Historie

Letecký pohled na údolí (1928)

Obec je poprvé zmiňována roku 1370 jako Contra. Do roku 1850 byla obec součástí vrchního soudu Oberhalbstein v Gotteshausbundu, v jehož úřadech působili jako správci různí členové rodiny Scarpatetti, která v údolí zastávala vedoucí postavení. Do roku 1725 spadala obec pod církevní správu obce Riom. Původně patřila k Riomu, ale v průběhu dlouhého procesu od 17. do počátku 20. století se Cunter v politické i ekonomické oblasti osamostatnil. V roce 1740 pomohli obyvatelé Cunter dezertujícím rakouským rekrutům uprchnout; tato akce vedla k zablokování dodávek obilí do oblasti Rakouskem. Požáry vesnice v letech 1754, 1812, 1824 a 1896, často způsobené žhářstvím, zanechaly v obci jen minimum starších budov. Do roku 1950 byla obec čistě zemědělskou vesnicí, na konci 20. století zde bylo ještě několik zemědělských podniků a řemesel.

## Obyvatelstvo

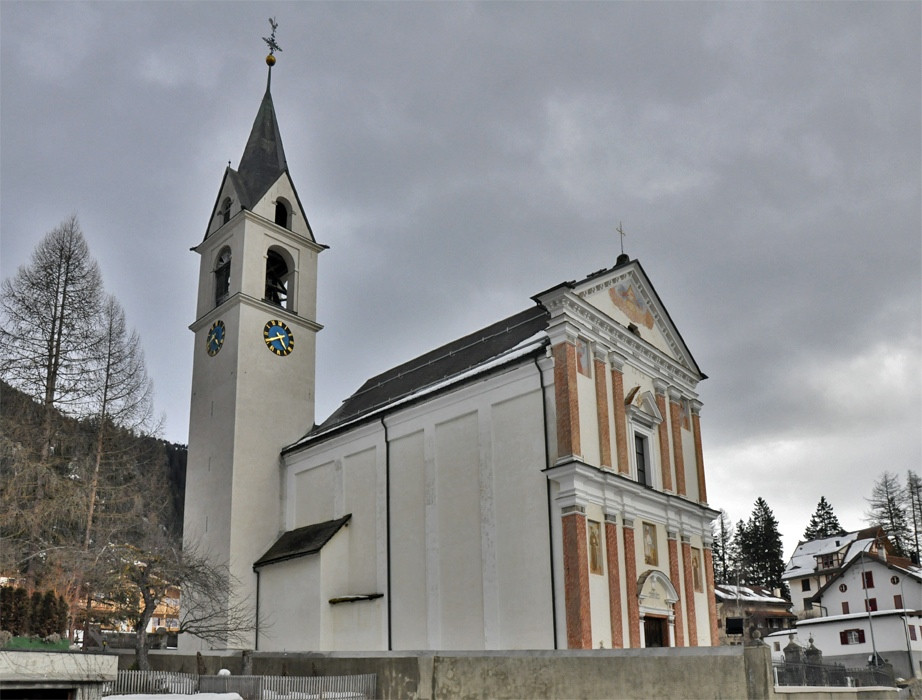
Kostel

| Rok            | 1850 | 1900 | 1950 | 1970 | 1980 | 1990 | 2000 | 2005 | 2014 |
| Počet obyvatel | 182  | 152  | 152  | 116  | 141  | 175  | 198  | 215  | 256  |

### Jazyky
Původním jazykem je surmiran, regionální dialekt rétorománštiny. Bývalá obec zůstala až do roku 1970 téměř jednojazyčná. Zatímco v roce 1880 uvedlo 86,4 % obyvatel tento jazyk jako svůj mateřský jazyk, v roce 1910 tento podíl dokonce vzrostl na 95,39 %. V roce 1941 to bylo ještě 86,4 % a v roce 1970 87,93 %. Od té doby dochází k zesílenému přechodu k němčině, který lze připsat imigraci. Vývoj v posledních desetiletích ukazuje následující tabulka:
| Jazyky v Cunter |                   |                   |                   |                   |                   |                   |
| Jazyk           | Sčítání lidu 1980 | Sčítání lidu 1980 | Sčítání lidu 1990 | Sčítání lidu 1990 | Sčítání lidu 2000 | Sčítání lidu 2000 |
| Jazyk           | Počet             | Podíl             | Počet             | Podíl             | Počet             | Podíl             |
| Němčina         | 27                | 19,15 %           | 54                | 30,86 %           | 72                | 36,36 %           |
| Rétorománština  | 105               | 74,47 %           | 95                | 54,29 %           | 101               | 51,01 %           |
| Italština       | 8                 | 5,67 %            | 9                 | 5,14 %            | 11                | 5,56 %            |
| Počet obyvatel  | 141               | 100 %             | 175               | 100 %             | 198               | 100 %             |

## Doprava
Cunter leží na hlavní silnici č. 3 z Churu přes Lenzerheide a průsmyk Julierpass do Engadinu. Na této trase jezdí také autobusová linka Postauto, obsluhující obec.